# Michele Riccardini
Michele Riccardini, né à Pérouse le 2 octobre 1910 et mort à Merate le 24 juillet 1978, est un acteur  italien.
Il est apparu dans une cinquantaine de films au cours de sa carrière ainsi que dans plusieurs séries de télévision.

## Biographie
En 1943, il a tenu le rôle de Don Remigio dans  Les Amants diaboliques de Luchino Visconti.

## Filmographie partielle
- 1939 : Dora Nelson de Mario Soldati
- 1940 : Manon Lescaut de Carmine Gallone
- 1942 : Via delle Cinque Lune de Luigi Chiarini
- 1942 : Dans les catacombes de Venise (I due Foscari) d'Enrico Fulchignoni
- 1943 : Les Amants diaboliques (Ossessione) de Luchino Visconti
- 1947 : La Grande Aurore (La grande aurora) de Giuseppe Maria Scotese
- 1950 : Pâques sanglantes (Non c'è pace tra gli ulivi) de Giuseppe De Santis
- 1952 : Prisonnière des ténèbres (La cieca di Sorrento) de Giacomo Gentilomo
- 1952 : Viva il cinema! de Giorgio Baldaccini et Enzo Trapani
- 1952 : Onze heures sonnaient (Roma ore 11) de Giuseppe De Santis
- 1954 : Gran varietà, de Domenico Paolella, segment Fregoli
- 1954 : Ulysse (Ulisse) de Mario Camerini
- 1955 : Par-dessus les moulins (La bella mugnaia) de Mario Camerini
- 1961 : Les Joyeux Fantômes (Fantasmi a Roma) d'Antonio Pietrangeli